# Capelinha (ort)
Capelinha är en ort i Brasilien.   Den ligger i kommunen Capelinha och delstaten Minas Gerais, i den sydöstra delen av landet, 600 km öster om huvudstaden Brasília. Capelinha ligger 926 meter över havet och antalet invånare är 20 073.
Terrängen runt Capelinha är huvudsakligen kuperad, men den allra närmaste omgivningen är platt.
Omgivningarna runt Capelinha är huvudsakligen savann. Runt Capelinha är det ganska glesbefolkat, med 35 invånare per kvadratkilometer.